# بني وليد (قبيلة)
بني وليد وتنطق بْني وْلِيدْ هي قبيلة أمازيغية من أوربة، ومن قبائل جبالة التابعة لجهة فاس مكناس، تحدها قبيلة صنهاجة المصباح من الغرب والجنوب، وشمالا تحدها قبيلة فناسة، وشرقا قبيلة صنهاجة الغدو.

## أصل القبيلة
يرجع أصل بني وليد إلى أمازيغ أوربة كما ذكر ابن خلدون، وقد ذكرها عند حديثه عن ملوك نكور ودولتهم في غمارة:
«...وبني حميد إلى مسطاسة و صنهاجة ومن ورائهم أوربة، حزب فرحون وبني وليد و زناتة وبني يرنيان وبني واسن...».

وقد ذكرهم أيضاً أبي عبيد البكري الأندلسي أثناء حديثه عن حدود نكور وجعلهم من أوربة، ويقول في هذا الصدد:
«وينتهي من جانب الغرب إلى قبيل من غمارة يعرفون ببني مروان وبني حميد إليهم تنسب الحميدية، وإلى مسطاسة وصنهاجة، ومن ورائهم أوربة حزب فرجون وبنو وليد و زناتة أهل تابريدا وبنو يرنيان وبنو مراسن حزب قاسم صاحب صاع والكدية المعروفة بتاوررت».

## التاريخ
يقول الحسن الوزان في حديثه عن جبل بْني وْلِيدْ بالريف خلال القرن 16 م:
«هذا الجبل شاهق صعب المسالك، سكانه أغنياء لأن لهم كرومًا كثيرة ذات عنب أسود يصنعون منه الزبيب، وأراضي مغروسة بكميات ضخمة من اللوز والزيتون. أضف إلى هذا أنهم لا يؤدون أي خراج لملك فاس، ماعدا ربع مثقال تقريباً عن كل مدشر، الأمر الذي يسمح لهم بالذهاب إلى فاس بأمان للبيع والشراء. وإن أساء أحد إليهم ومر أحد أقربائه بجبلهم منعوه من الرجوع إلى بيته مالم يقع التكفير عن تلك الإساءة. يرتدي الرجال لباسا حسنا ويتزينون بالحلي. وكل مذنب نُفي من فاس يلقى الأمان عندهم، بل ويُعفى من النفقات مادام مقيما بين أظهرهم. ولو كان هذا الجبل يعترف بسلطة ملك فاس، لأمكنه أن يجبى منه ستة آلاف مثقال، لأنه يضم ستين قرية كلها غنية».

## مداشر القبيلة
ومن مداشر القبيلة:
- القلعة: وتضم اولاد اللوان - زراركة - القلعة - الميزاب - عين حمرة
- زيامة: وتضم القب - عين عبدون - امسكار - الصاف - طرقية
- تيمدغاس: وتضم تيمدغاس - أولاد غزال - حجر اقلال - اهل الربع - اولاد بوتين
- الغرفة: الرياينة - الشرارطة - السكوريين